# Экс (река)
Экс (англ. Exe) — река в Англии, протекающая по территории графств Сомерсет и Девон. Протяжённость реки составляет 88 км. Площадь водосборного бассейна — 1500 км². Средний расход воды — 15,89 м³/с.
Высота истока — 440 м над уровнем моря. Берёт начало на возвышенностях Эксмура, в 8,4 км к югу от побережья Бристольского залива, течёт сначала в юго-восточном, потом в южном направлении, мимо Дэльвертона, Тивертона и Эксетера. От Тивертона река становится судоходной. У Эксмута, на южном побережье Девона, река впадает в залив Ла-Манша, Лайм, разливаясь в обширный эстуарий. Левые притоки: Хаддэо, Калм, Клист. Правые притоки: Барл, Криди.

## История
Название реки происходит от кельтского слова «Isca», которое переводится как «вода». Река дала название городам Эксетер, Эксмут, Эксфорд, Эксвик, Экстон, Эксбридж и многим другим населённым пунктам, находящимся вдоль её течения.
В Средние века река имела важное экономическое значение. Первый промышленный район города Эксетер располагался как раз на реке к западу от города. В этом районе было построено множество водяных мельниц, предприятий по производству бумаги и текстиля. Заболоченные земли в районе реки осушены и используются для сельскохозяйственных нужд. В XIII веке по приказу графини Изабеллы де Фортибус на реке была построена плотина. В 1563 году на реке был построен канал Эксетер.

## Обитатели реки
Во время отлива на обширных берегах реки остаётся большое количества ила, который является важным источником питания для болотных птиц. Устье реки Экс является местом зимовки куликов. В реке обитает кумжа и хариус, в низовьях реки — сёмга.